# Studi sul Settecento Romano
Studi sul Settecento Romano es una revista anual de historia del arte, dedicada en particular al estudio en profundidad de las expresiones artísticas y arquitectónicas en Roma durante el siglo XVIII.
Fue fundada en 1985 por Elisa Debenedetti y se publica bajo los auspicios de la Sapienza - Universidad de Roma, la Fondazione Marco Besso y el Centro studi sulla cultura e l'immagine di Roma. Publicada hasta 2012 por la editorial Multigrafica, luego Bonsignori, ahora es publicada por Quasar en Roma.
La revista aborda, a través de la investigación documental, la totalidad de los fenómenos culturales de Roma desde finales del siglo XVII hasta principios del XIX. Los temas individuales se tratan en uno o varios volúmenes.
Entre los colaboradores de la revista figuran Aloisio Antinori, Rosario Assunto, Maria Giulia Barberini, Mario Bevilaqua, Giovanni Carbonara, Bruno Contardi, Giovanna Curcio, Jörg Garms, Carlo Gasparri, Alvar González-Palacios, Christina Herrmann Fiore, Elisabeth Kieven, Tommaso Manfredi, Olivier Michel, Jennifer Montagu, Martin Olin, Susanna Pasquali, Sergio Pace, Orietta Pinelli, Simonetta Prosperi Valenti Rodinò, Steffi Röttgen, Claudio Varagnoli, John Wilton-Ely.

## Volúmenes
- 1/2. Committenze della famiglia Albani - Note sulla Villa Albani Torlonia (1985)
- 3. Ville e palazzi. Illusione scenica e miti archeologici (1987)
- 4. Carlo Marchionni. Architettura, decorazione e scenografia contemporanea (1988)
- 5. L'architettura da Clemente XI a Benedetto XIV. Pluralità di tendenze (1989)
- 6. Temi di decorazione: dalla cultura dell'artificio alla poetica della natura (1990)
- 7. Collezionismo e ideologia: mecenati, artisti e teorici dal classico al neoclassico (1991)
- 8. Architettura città territorio. Realizzazioni e teorie tra illuminismo e romanticismo (1992)
- 9. Alessandro Albani patrono delle arti. Architettura, pittura e collezionismo nella Roma del '700 (1993)
- 10. Roma borghese. Case e palazzetti d'affitto, I (1994)
- 11. Roma borghese. Case e palazzetti d'affitto, II (1995)
- 12. Artisti e mecenati, dipinti, disegni, sculture, carteggi nella Roma curiale (1996)
- 13. '700 disegnatore, inicisioni, progetti, caricature (1997)
- 14. Roma, la case, la città (1998)
- 15. L'arte per i giubilei e tra i giubilei del Settecento, arciconfraternite, chiese, artisti, I (1999)
- 16. L'arte per i giubilei e tra i giubilei del Settecento, arciconfraternite, chiese, personaggi, artisti, decorazioni, guide, II (2000)
- 17. Sculture romane del Settecento, I. La professione dello scultore (2001)
- 18. Sculture romane del Settecento, II. La professione dello scultore (2002)
- 19. Sculture romane del Settecento, III. La professione dello scultore (2003)
- 20. Artisti e artigiani a Roma, I, dagli Stati delle Anime del 1700, 1725, 1750, 1775 (2004)
- 21. Artisti e artigiani a Roma, II, dagli Stati delle Anime del 1700, 1725, 1750, 1775 (2005 - Premio Giacomo Lumbroso, IX edizione)
- 22. Architetti e ingegneri a confronto, I. L'immagine di Roma fra Clemente XIII e Pio VII (2006)
- 23. Architetti e ingegneri a confronto, II. L'immagine di Roma fra Clemente XIII e Pio VII (2007)
- 24. Architetti e ingegneri a confronto, III. L'immagine di Roma fra Clemente XIII e Pio VII (2008)
- 25. Collezionisti, disegnatori e teorici dal Barocco al Neoclassico, I (2009)
- 26. Collezionisti, disegnatori e pittori dall'Arcadia al Purismo, II (2010)
- 27. Palazzi, chiese, arredi e scultura, I (2011)
- 28. Palazzi, chiese, arredi e pittura, II (2012)
- 29. Artisti e artigiani a Roma, III, dagli Stati delle Anime del 1700, 1725, 1750, 1775 (2013)
- 30. Antico, Città, Architettura, I, dai disegni e manoscritti dell'Istituto Nazionale di Archeologia e Storia dell'Arte (2014)
- 31. Antico, Città, Architettura, II, dai disegni e manoscritti dell'Istituto Nazionale di Archeologia e Storia dell'Arte (2015)
- 32. Giovanni Battista Piranesi predecessori, contemporanei e successori (2016)
- 33. Temi e ricerche sulla cultura artistica, I - Antico, Città, Architettura, III (2017)
- 34. Johann Joachim Winckelmann (1717-1768) nel duplice anniversario (2018)
- 35. Temi e ricerche sulla cultura artistica, II - Antico, Città, Architettura, IV (2019)
- 36. Aspetti dell'arte del disegno: autori e collezionisti, I - Antico, Città, Architettura, V (2020)
- 37. Cardinal Alessandro Albani. Collezionismo, diplomazia e mercato nell'Europa del Grand Tour. Collecting, dealing and diplomacy in Grand Tour Europe (2021)
- 38. Aspetti dell'arte del disegno: autori e collezionisti, II (2022)
- 39. Artisti e artigiani a Roma, IV, dagli Stati delle Anime del 1700, 1725, 1750, 1775 (2023)
- 40. Il Settecento e l'Antico, I (2024)